# Лізунов Георгій В'ячеславович
Георгій В'ячеславович Лізунов (нар. 7 серпня 1958) — український астрофізик, фахівець з фізики іоносферни та космічної плазми. Викладав у Київському університеті, виконував там обов'язки завідувача науково-дослідноою лабораторією "Фізика космосу". Працює в Інституті космічних досліджень завідувачем лабораторією супутникових досліджень ближнього космосу, бере участь в розробці українських космічних місій. За участь в космічних дослідженнях навколоземного простору нагороджений Державною премією України (2008).

## Біографія
Георгій Лізунов народився 7 серпня 1958 року в місті Єлець в Липецькій області на території теперішньої Росії. 1980 року закінчив радіофізичний факультет у Київському університеті.
У 1982-2007 роках працював в Київському університеті - спочатку інженером, потім молодшим науковим співробітником, науковим співробітником, старшим науковим співробітником, виконувачем обов'язків завідувача науково-дослідноою лабораторією "Фізика космосу" фізичного факультету. 1988 року під керівництвом Миколи Коцаренка захистив дисертацію кандидата наук за спеціальністю “теоретична фізика” за темою “Динаміка і взаємодія з іоносферною плазмою штучно інжектованого електронного проміня”. 2004 року в Київському університеті закінчив докторантуру. Викладав фізику плазми на радіофізичному і фізичному факультетах Київського університету, зокрема курси "Фізика космічної плазми" та "Хвильові процеси в плазмі".
З 2007 року працює в Інституті космічних досліджень. З 2008 завідує там лабораторією супутникових досліджень ближнього космосу.
З 2019 року є членом рада з космічних досліджень НАН України.

## Наукові результати
Георгій Лізунов спеціалізується на фізиці йоносфери та магнітосфери. Досліджує теорію плазмово-пучкової взаємодії та колективні процеси в космічній плазмі. Займається інтерпретацією даних супутникових експериментів та підготовкою українських дослідницьких космічних проєктів.

## Відзнаки
- Державна премія України в галузі науки і техніки за роботу «Космічні системи, прилади та методи діагностики електромагнітних полів у геокосмосі» (2008)[3]